# Proplatycnemis alatipes
Proplatycnemis alatipes – gatunek ważki z rodziny pióronogowatych (Platycnemididae). Endemit Madagaskaru.